# کوسه (کمون فرانسه)
کوسه (به فرانسه: Coussay) یکی از کمون‌ها یا تقسیمات کشوری فرانسه واقع در مرکز این کشور است. این کمون در شهرستان وین (فرانسه) در ناحیه نوول-آکیتن قرار دارد. 

## جغرافیا

### آب و هوا
این منطقه از اقلیم اقیانوسی به همراه تابستان‌های معتدل برخوردار است. 

## فرهنگ محلی و میهنی

### مکان‌ها و آثار تاریخی

#### کاخ کوسه
کاخ مربوط به دوره رنسانس بوده و با خندق‌هایی بزرگ محاصره شده است. این کاخ توسط دنیس بریسونه در اوایل قرن ۱۶ ساخته شد و از سال ۱۶۰۹ تا ۱۶۱۸ به صورت ناپیوسته خانه کاردینال ریشلیو بود.

#### کلیسای نتردام کوسه
کلیسای نتردام کوسه به عنوان یک بنای تاریخی از سال ۱۹۵۲ به ثبت رسید. ملاک این ثبت همخوانی کُر و محراب کلیسا بود.

## Voir aussi

### Articles de Wikipédia
- Liste des communes de la Vienne
- Anciennes communes de la Vienne

### Liens externes
- Coussay sur le site de l'Institut géographique national
- http://www.chateaudecoussay.fr